# جستر هیرستون
جستر هِیرستون (انگلیسی: Jester Hairston; ۹ ژوئیهٔ ۱۹۰۱ – ۱۸ ژانویهٔ ۲۰۰۰) آهنگ‌ساز، هنرپیشه، ترانه‌سرا و رهبر موسیقی اهل ایالات متحده آمریکا بود. وی بین سال‌های ۱۹۳۶ تا ۱۹۹۹ میلادی فعالیت می‌کرد.

## گزیده فیلمشناسی
از فیلم‌ها یا برنامه‌های تلویزیونی که وی در آن نقش داشته‌است می‌توان به آثار زیر اشاره کرد.
- سفرهای سولیوان (۱۹۴۱)
- در این زندگی ما (۱۹۴۲)
- داستان‌های منهتن (۱۹۴۲)
- ما متأهل نیستیم! (۱۹۵۲)
- تانگانیکا (فیلم) (۱۹۵۴)
- جنگل پنهان تارزان (۱۹۵۵)
- بلوز پیت کلی (فیلم) (۱۹۵۵)
- سرزنده (۱۹۵۶)
- نبرد آلامو (۱۹۶۰)
- تابستان و دود (فیلم) (۱۹۶۱)
- کشتن مرغ مقلد (فیلم) (۱۹۶۲)
- در گرمای شب (فیلم) (۱۹۶۷)
- بانو بلوز می‌خواند (فیلم) (۱۹۷۲)
- آخرین سرمایه‌دار بزرگ (فیلم ۱۹۷۶) (۱۹۷۶)
- جان مالکوویچ بودن (۱۹۹۹)
- دود اسلحه (۱۹۵۶)
- دارای اسلحه - آماده سفر (۱۹۶۲)
- رانده‌شدگان (۱۹۶۹)
- ویرجینیایی (۱۹۶۹)